# Danau Mahalona
Danau Mahalona (engelska: Lake Mahalona) är en sjö i Indonesien.   Den ligger i provinsen Sulawesi Selatan, i den centrala delen av landet, 1 700 km öster om huvudstaden Jakarta. Danau Mahalona ligger 324 meter över havet. Arean är 23,0 kvadratkilometer. I omgivningarna runt Danau Mahalona växer i huvudsak städsegrön lövskog. Den sträcker sig 6,2 kilometer i nord-sydlig riktning, och 5,6 kilometer i öst-västlig riktning.